# Вольфрам Бургардт
Вольфрам Бургардт (нім. Wolfram Burghardt; нар. 19 жовтня 1935, Мюнстер, Німеччина) — український поет, перекладач, літературознавець, редактор. Член Об'єднання українських письменників «Слово».

## Життєпис
Народився в родині письменника Юрія Клена (Освальда Бургардта). У 1957 році закінчив Торонтський університет, потім навчався в Університеті Вісконсину (1963—1964). Працював у Ньюфавндлендському університеті (1958—1960), з 1960 р. — у Західноонтарійському університеті (провінція — Онтаріо).
З 1967 року — редактор і співредактор журналу «Сучасність». Упорядкував збірку «Поезія Квебеку» (1972). Перекладав з іспанської та німецької мов.

## Родина
Батько — Освальд Бургардт.
Матір — Зінаїда Гнатівна Бургардт, до шлюбу Бромірська (6 вересня 1896, Володимир, Волинська область — 8 травня 1991, Лондон, Онтаріо, Канада).
Сестра — Ірина Бургардт (4 жовтня 1922, Київ — 10 грудня 2010, Ричмонд-Гілл, Онтаріо, Канада).
У шлюбі мав трьох дітей.

## Твори
- Без Еспанії чи без значення? (Інтерв'ю Вольфрама Бургардта з Юрієм Тарнавським) [Архівовано 31 січня 2014 у Wayback Machine.] // Сучасність. — 1969. — № 12. — С. 13-29.
- Бургардт В. Відповідь // Сучасність. — 1976. — № 4 (184). — С. 125—126.
- Стус В. Свіча в свічаді / Упоряд. М. Царинника і В. Бургардта. — Мюнхен: Сучасність, 1977. — 122 с.